# Закон Вегарда
Закон Вегарда — апроксимированное эмпирическое правило, которое гласит, что существует линейная зависимость при постоянной температуре между свойствами кристаллической решётки сплава и концентрацией отдельных его элементов.
Таким образом, параметры кристаллической решётки ({\displaystyle {\mathit {a}}}) твёрдого раствора (сплава) материалов с одинаковой структурой решётки, могут быть найдены путём линейной интерполяции между параметрами решётки исходных соединений, например для твёрдых растворов SixGe1-x и InPxAs1-x:
{\displaystyle {\mathit {a}}_{\text{SiGe}}={\mathit {x}}{\mathit {a}}_{\text{Si}}+(1-{\mathit {x}}){\mathit {a}}_{\text{Ge}}}
{\displaystyle {\mathit {a}}_{\text{InPAs}}={\mathit {x}}{\mathit {a}}_{\text{InP}}+(1-{\mathit {x}}){\mathit {a}}_{\text{InAs}}}.
Можно также расширить это соотношение для определения энергии запрещенной зоны полупроводника. Используя, как и в предыдущем случае, InPxAs1-x, можно найти выражение, которое описывает зависимость энергии запрещенной зоны полупроводника {\displaystyle {\mathit {E_{g}}}} от соотношения её составляющих и параметра {\displaystyle {\mathit {b}}} где {\displaystyle {\mathit {b}}}-параметр прогиба(нелинейности), имеющий тем большее значение, чем сильнее различие периодов решёток компонентов:
{\displaystyle {\mathit {E}}_{g,{\text{InPAs}}}={\mathit {x}}{\mathit {E}}_{g,{\text{InP}}}+(1-{\mathit {x}}){\mathit {E}}_{g,{\text{InAs}}}-{\mathit {bx}}(1-{\mathit {x}})}